# Passwang
Il Passwang è un passo di montagna del Canton Soletta, collega la località di Erschwil con Mümliswil. Scollina a un'altitudine di 943 m s.l.m.